# 독일 국민민주당

2010년까지 쓰였던 독일 국민민주당의 로고

독일 국민민주당(독일어: Nationaldemokratische Partei Deutschlands; NPD 나치오날데모크라티셰 파르타이 도이칠란츠[*])은 1964년 창당한 독일의 극우 네오 나치즘 정당이다. 독일 국가당이 전신으로서, 국민민주당은 인종주의와 고토회복주의를 표방하고 있으며 강령과 용어면에서 나치당과 밀접한 관련이 있다. 연방헌법보호청은 국민민주당을 극우정당으로 정의한 바 있다.
1960년 중반 6개 주의회 선거에서 봉쇄 조항에 규정된 득표율인 5% 이상을 득표해 주의회에서 활동하기도 했으나 그 이후의 의회 내에서는 정치적으로 의미가 없는 군소 정당이었다. 독일의 재통일 이후에는 경제적으로 취약한 지역(주로 동독 지역)에서 뿌리내려 활동하고 있으며, 최근의 2009년 작센 주의회 선거에서 의석을 확보하고, 2009년 튀링엔 주의회 선거에서 좋은 득표율을 보였다. 2011년 1월 1일 국민민주당은 극우 정당인 독일 국민연합(DVU)과 통합을 했으나, 법원에 의해 법률적으로는 통합이 무효가 되었다. 통합선언 이후 당명에 국민연합을 추가했다. 2023년 6월 조국당(독일어: Die Heimat)으로 공식 개칭했다.

## 정책
국민민주당은 바이에른주 내무부의 판단에 의하면 민족주의적이다. 또 스스로 헌법에 적대적이며, 인종주의적이라고 밝히고 있다. 국민민주당은 소위 민족다원주의적 세계관을 대표한다. 당의 현 강령은 1996년 채택했다.

### 일반
국민민주당은 강령에도 나와있듯이 "인종적 민족주의"를 내세우고 있다. 이 이론에서는 인간의 존엄성은 민족적 소속과 연결된다. 국민민주당은 개별인간이 아니라 민족을 정책의 중심으로 내세우고 있다. 이점이 다른 민주정당과 다른 점이다. 국가는 민족을 책임지는 임무가 주어진다. 국민민주당에게 있어서 민족은 인종적, 민족적 단일체를 의미한다.
이런 기본적 입장에서 당은 구체적인 정책적 요구를 제시하고 있다. 독일을 외국의 부정적 영향으로부터 보호하자는 요구도 그러한 요구에 해당한다. 모든 삶의 영역, 즉 그것이 경제든, 정치든, 문화든 상관없이 최종적으로 독일민족을 지향해야 한다는 것이다. 독일 민족이 지금 범하고 있는 다인종적 방종과 과도한 이민은 저지되어야 한다고 본다. 그에 상응해 비독일인을 독일에서 추방하고, 독일은 마르크를 재도입하고, 나토와 유럽연합 등 국제 기구를 탈퇴해야 한다고 주장한다. 그리고 2차 대전 이후 독일에 주둔하고 있는 미군의 철수를 주장한다. 그리고 망명법의 철폐를 주장한다. 독일의 과도한 유럽연합 분담금과 터키의 유럽연합가입에 반대한다.
국민민주당은 "민족공동체의 의지"를 실현할 수 있는 독립국가를 지지한다. 국민민주당 강령은 다양한 민족주의적, 반자본주의적 측면을 수용하면서, 나치즘의 언어를 사용하고 있다. 예를 들어 모든 여성이 가정주부나 어머니가 되는 "독일의 가족"이 이상적인 삶의 모델로 제시하고 있다. 반면 가정주부를 법적으로 하나의 직업임을 인정해야한다고 주장한다.

## 조직 및 재정

### 조직
국민민주당의 청년조직은 "청년 국민민주주의자(JN)"으로, 약 400명의 회원이 가입되어 있다. 국민민주당은 독일에서 유일하게 청년조직을 가지고 있는 극우정당이다. 청년 국민민주주의자의 대표는 당연직으로 국민민주당 대표단에 속한다. 1998년 당시 청년조직의 대표였던 홀거 아펠은 바덴뷔르템베르크주에서 열린 "청년 국민민주주의자" 총회에서 청년조직의 유일한 본보기는 나치 무장친위대 군인과 나치 독일 국방군이라고 발언하기도 했다.
60년대에서 90년대까지 국민민주당의 대학생조직은 '국민민주 대학생연합'이었으나, 요즘은 청년 국민민주주의자의 소속조직인 국민민주당 대학정책을 위한 '민족주의적 교육그룹'으로 활동하고 있다. 국민민주당은 청년활동에 적극 개입하고 있다. 과외수업을 개설하고, 축제를 조직하거나, 축구팀까지 보유하고 있다.
2006년 국민민주당은 "민족주의 여성회"와 더불어 전국적 여성조직을 구성했다. 이 조직은 국민민주당의 내부조직으로서 "여성과 대화의 통로 역할을 하기도 하"고, "민족주의적으로 사고하면서, 당과 연관이 없는 여성들의 상담자" 역할을 하는 것이 목표이다.
국민민주당은 과거에 많은 신문을 가지고 있었다. 공식적 언론조직은 먼저 도이체-보헨-차이퉁(독일주간신문, DWZ)이 있었으며, 1986년 독일 국민연합 당수인 게하르트 프라이에 매각되어 도이체-보헨-차이퉁-도치쳐-안짜이거로 명칭이 변경되었다. 1999년부터는 프레이가 발간하고 있던 나치오날-짜이퉁(민족주의 신문)과 통합했다.
현재 당의 언론조직은 도이체 슈팀메(독일의 목소리)로, 1976년 발간을 시작했으며, 주간으로 1만부정도 발행된다. 그외에 지역판인 작센-슈팀네(작센의 소리)가 발간되고 있다.

### 재정
국민민주당의 재정은 그렇게 많지 않다. 2005년 현재 70만유로 정도의 부동산이 있고, 거기에 백만유로 정도의 빚이 있다.

#### 소유 기업
국민민주당은 도이체 슈팀메(독일의 소리) 출판사의 지문 100%를 가지고 있다. 당기관지를 발행하는 출판사다.

#### 동산
국민민주당은 현금 자산이 거의 없기 때문에 후원금과 국고보조에 주로 의지한다. 국민민주당에 대한 국고지원금(주의회 교섭단체 지원금 제외)은 120만 유로 정도이고,당비는 50만유로 정도된다. 그 외 후원금과 공직자 분담금으로 1백만유로정도가 걷힌다. 2005년 1만유로 이상 기부자는 7인으로 주로 소속 주의회 의원이었다.
2006년 연방하원 사무처는 당 후원금 영수증의 부정발급을 통해 국고보조금을 과다로 수령한 금액인 87만유로의 반환을 요구했다. 그 결과 국민민주당 중앙당은 12명의 직원 중 10명을 해고해야 했고, 당의 주요 부동산도 담보로 잡히게 되었다.
2008년 2월 7일 중앙당과 출판사에 대한 압수수색이 있었고, 당재정 담당 어윈 켐나가 2004년부터 65차례에 걸쳐 62만7천유로를 자기 회사로 빼돌린 것이 드러났다.
2008년 5월에는 연방하원 사무처의 국고보조금 869,353.89유로에 대한 반환요구에 대해 법원은 국민민주당이 반환해야 한다고 판결했다.

#### 부동산
2005년 현재 국민민주당의 부동산자산은 베를린의 중앙당사와 드레스덴의 2건의 미건축 대지가 있다.

## 역사

### 창당과 주의회 진출(1964-1967)
국민민주당은 1964년 창당되었으며, 독일 제국당 인사들이 주축이 되었다. 하지만 독일당이나 조국연합과 같은 정당이나 그룹 출신도 당원으로 가입해 국민민주당의 주요인사가 되었다. 헤센주당의 대표를 오랫동안 역임하고, 독일민족인민당을 창당하기도 했던 하인리 히파스벤더같이 자민당(FDP)의 민족주의적 자유주의자 그룹 출신도 있었다. 독일당 소속으로 당선된 브렌멘 주의회 의원 4명이 창당멤버로 참여하면서, 국민민주당은 창당과 동시에 주의회에 의석을 가진 정당이 되었다. 그 주의회 의원중 한명인 프리드리히 틸렌은 초대 당대표가 되었다.
1965년 연방하원 선거에서 이미 2.0% 득표를 한다. 다음 해에 헤센주와 바이에른주 주의회에 진출한다. 1967년에는 브레멘와 라인란트팔츠, 니더작센, 슐레스비히홀슈타인 주의회 진출에 성공한다. 국민민주당이 1960년대 선거에서 큰 성공을 이룰 수 있었던 이유는 경제기적 이후 처음으로 경제적 침체기가 도래하면서 경제위기가 발생했기 때문이다.

## 정치 활동

### 의회 활동
국민민주당은 60년대 후반에서 70년대 초까지 7개 주의회에 진출한 바 있다. 2004년 작센의회에 진출했다. 2006년과 2011년 메클렌부르크포어포메른 주의회 선거에서 원내진출에 성공했다. 하지만 원내 모든 정당이 연정파트너로 배제하면서 정부구성에 참여하지는 못하고 있다.

#### 메클렌부르크포어포메른 주의회 활동
2006년 9월 17일 실시된 메클렌부르크포어포메른 주의회 선거에서 7.3%를 득표하면서, 6명을 당신시켜, 교섭단체를 구성했다. 이 교섭단체는 교섭단체 지원금으로 연간 60만유로를 지원 받고 있다.
2007년 G8 정상회담과 관련한 데모의 주체자로 국민민주당 교섭단체가 나서면서, 교섭단체 지원금 전용문제가 제기되었으나, 연방하원 의장은 2007년 9월 4일 불법전용의 증거가 없다고 밝혔다.
2011년 9월 4일 실시된 주의회 선거에서 6% 득표해 계속 원내 정당으로 남게 됐다.

#### 기초 자치단체
14개 주(함부르크와 브레멘을 제외한 모든 주)에 걸쳐 300여명의 국민민주당 소속 기초의회 의원이 활동하고 있다. 작센주에서 많은 수의 당선자를 배출했다. 2008년 작센주 기초의회 선거에서 74명의 당선자를 배출했다.

### 원외 활동
1996년 당대회에서 "거리를 위한 투쟁"과 "의회를 위한 투쟁","정신을 위한 투쟁"등 3개 축개념을 채택했다. 그래서 국민민주당은 의회활동외에 시위와 다른 원외정치활동에 적극적이다. 그래서 폭력행사한 국민민주당 당원에 대한 기사를 보는 것은 어렵지 않다.
국민민주당이 거리투쟁과 의회투쟁을 결합시키는 예로 2008년 브란덴부르크주 기초의회선거를 들 수 있다. 1999년 28살 청년이 사망한 구벤의 외국인 폭행사건의 범인 3명이 국민민주당 후보로 출마했다. 주범으로 처벌받은 알렉산더 보데는 슈프레-나이세의 후보로 입후보했다.
독일 제1방송(ARD)의 보도에 의하면, 국민민주당은 외국인법위 형량을 높이는데 영향력을 행사하기 위해 당원들로 하여금 명예판사직을 적극적으로 맡도록 권유하고 있다. 실제 군의회 후보였던 국민민주당 당원이 리사법원의 명예판사를 맡은 사실을 보도했다.
2005년 작센 주당의 정당 정치재단으로 "고향과 민족적 정체성을 위한 교육기관"을 창립했다.

## 선거 결과

### 연방하원 선거
국민민주당은 연방하원 선거에서 5% 봉쇄조항을 넘지 못해 원내에 진출하지 못했다. 1969년 선거의 4.3% 득표가 최대 득표이며, 1%미만의 득표를 보이고 있다. 2000년대 유럽에 극우정당들이 성장하면서 최근 선거에서 1.5%가량의 득표율을 기록하고 있다. 현재는 독일을 위한 대안에 표 상당수가 흡수되었다.
| 연방하원 1965 | 2,0 % |
| 연방하원 1969 | 4,3 % |
| 연방하원 1972 | 0,6 % |
| 연방하원 1976 | 0,3 % |
| 연방하원 1980 | 0,2 % |
| 연방하원 1983 | 0,2 % |
| 연방하원 1987 | 0,6 % |
| 연방하원 1990 | 0,3 % |
| 연방하원 1994 | n. a. |
| 연방하원 1998 | 0,3 % |
| 연방하원 2002 | 0,4 % |
| 연방하원 2005 | 1,6 % |
| 연방하원 2009 | 1,5 % |

### 유럽의회 선거
| 유럽의회 1979 | n. a. |
| 유럽의회 1984 | 0,8 % |
| 유럽의회 1989 | n. a. |
| 유럽의회 1994 | 0,2 % |
| 유럽의회 1999 | 0,4 % |
| 유럽의회 2004 | 0,9 % |
| 유럽의회 2009 | n. a. |

## 정당 활동 금지 재판과 반대운동

### 정당 활동 금지 재판
게르하르트 슈뢰더 시절이던 2001년 연방정부는 연방헌법재판소에 국민민주당이 헌법을 위반했다며, 정당의 금지를 허락해달라며 제소했다. 연방하원과 연방상원도 각기 금지요청서를 제출했다. 2003년 3월 18일 헌법재판소는 심리를 개시했다. 하지만 후에 연방헌법보호청의 첩자가 국민민주당에 잡입한 사실이 밝혀졌다. 그래서 헌법합치여부에 대한 심리는 이루어지지 않았다.
그 이후 국민민주당을 금지할 수 있는지에 대해 정치권에서 많은 논의가 이루어졌다. 2009년 바이에른 내무부 장관 요아힘 헤르만(기사련 소속)은 다른 사민당 집권주와 협력해 국민민주당 금지 심리를 개시하게 할 것이라는 발표를 했다.

### 반대 운동
시민사회가 연합해 국민민주당에 대한 반대활동을 지속적으로 진행하고 있다. 2005년 페트리크 겐징이 개설한 감시블로그, 국민민주당 블로그(NPD-blog)를 통해 반대활동을 알리고, 국민민주당 활동을 비판하고 있다.
"국민민주당-즉각금지"운동은 전국적으로 서명운동을 벌여, 175,445명의 서명을 받기도 했다. 영화배우 하넬로레 엘스너와 노조지도자 프랑크 베르네케, 1. FC 뉘른베르크의 회장 등이 이 서명운동을 주도했다.
"독일 사과전선"은 2004년부터 국민민주당의 상징이나 활동을 패러디해서 풍자하고 있다.
국민민주당 활동에 반대하는 수 많은 시민단체가 있으며, 그중에 괴를리츠 활동그룹은 2009년 작센주 주의회 선거 때 "괴를리츠는 국민민주당에 반대한다"라는 플래카드 600장을 걸어 언론의 주목을 받았다.
베를린 쾨페닉에 있는 중앙당사는 수차례 페인트 투척이나 낙서공격이 발생해, 경찰 재발 감시가 이뤄지고 있다.

## 같이 보기
- 독일 국민주의
- 민족통일주의
- 독일의 내각제
- 독일의 정당 목록